# 深丘
深丘，原寫為深坵，是台灣新北市的一個傳統地域名稱，位於今板橋區中部略偏東。該地區在日治初期為一舊制街庄，1920年改制為大字時，將西部凸出部分劃歸板橋大字後，其範圍大致包括今之深丘里、福丘里、東丘里、香丘里、東安里、西安里、長安里、民生里等八個里。

## 歷史
台灣清治末期至日治前期，該地區為一街庄，稱為「深坵庄」，隸屬於擺接堡。該庄北與新埔庄、下深坵庄為鄰，東與埔墘庄為鄰，南邊為後埔庄，西邊為枋橋街、崁頭厝庄。
1920年（日治大正九年），該庄將西部凸出部分劃歸板橋大字，其餘改制並雅化為「深丘」大字，隸屬於臺北州海山郡板橋庄（後改制為板橋街）。戰後板橋街改制為板橋鎮，隸屬於台北縣，大字亦改制為里。其後板橋鎮先後改制為板橋市、板橋區。由於人口增加，如今深丘地區已細分為深丘、福丘、東丘、香丘、東安、西安、長安、民生八個里。

## 交通
台北捷運環狀線通過深丘地區中部設有板新站、板橋站（與板南線位置不同）；板南線有經過深丘地區西南部，雖未在境內設站，但板橋站就在不遠處。隣近居民可由此路線及相關路網快速前往大台北地區各地，或至台北車站轉搭高鐵、台鐵或客運前往全台各地。
省道台3線（中山路一段、民權路）大致經過本地區西南部，是重要聯外道路，往南經三峽、大溪可前往桃園市、新竹縣的山線地區；往北經華江橋可進入臺北市。
縣道106號（民權路、民族路）大致以西北－東南走向穿越本地區，往東南經秀朗橋可前往新店區、文山區、深坑、平溪及瑞芳等地，往西北可前往新莊、泰山、林口等地。
縣道114號（中山路一、二段）以東北－西南走向經過本地區，往東北經光復大橋可進入臺北市，往西南可前往樹林、鶯歌及桃園市八德、中壢、新屋等地。

## 學校
- 海山高中（部分）
- 海山國小（部分）
- 中山國中

## 廟宇

深丘福德宮

- 深丘福德宮
- 板橋妙雲宮

## 旅遊
- 新板特區（大部分）

## 政府機構
- 新北市政府